# Adetus trinidadensis
Adetus trinidadensis là một loài bọ cánh cứng trong họ Cerambycidae.